# Сава Текелија
Сава Поповић Текелија (Арад, 28. август 1761 — Пешта, 21. септембар 1842) био је први Србин доктор права, оснивач једне од највећих задужбина изван Србије - завод Текелијанума, председник Матице српске, племић, царски тајни саветник и "златне оструге витез", правник, филантроп и ктитор.
Године 1831. поред наведених титула Сава је и "Славних Комитатов Арада, Чанада, Чонграда, Торонтала, Темеша, Бихара и прочаја (других) Табули Судејскија присједатељ" (члан) и "Гетинскога Ученог Содружества" члан.
Књижевник Вељко Петровић је о Сави Текелији написао: био је последња фигура старинског српског великаша, а, у исти час, и прва, изразита фигура модерног нашег човека.

## Порекло
Потиче из српске банатске војничке и племићке породице Поповић, која је изданак старе властелинске српске лозе. После пада српске деспотовине (1459), породица се нашла у Угарској, али без племићке титуле. Међу водеће у српском народу, породица је ушла захваљујући Јовану Текелији, Савином прадеди. Назив Текелија српски историчар Алекса Ивић везује се старо село Тукуља на Чепелској дунавској ади, надомак Будимпеште, где су изгледа некад живели Срби Поповићи.
Јован Поповић Текелија, оберкапетан и заповедник Поморишке војне крајине, истакао се у бици код Сенте 1697. године, у којој је аустријска војска под командом Еугена Савојског, победила Турке. За заслуге и ратнички подвиг у овој борби, Еуген Савојски га је тада поставио за заповедника Српске милиције у Араду. Цар Јосиф I је, тада већ пуковнику Поморишке милиције, Јовану Поповићу Текелији, његовој најужој родбини (брату Остоји и његовој породици) и потомству даровао племићку титулу 1706. године због јунаштва за време Ракоцијева устанка. Неколико година након тога Поповић, као део презимена се губи.

## Биографија
Сава Текелија је рођен 17/28. августа 1761. у Араду (тада Хабзбуршка монархија, данас Румунија). Био је син Јована Текелије граничарског официра (поручника) и угарског спахије и Марте рођ. Ненадовић, синовице митрополита Ненадовића.
Сава је у Араду ишао у српску основну школу, гимназију је затим учио у Будиму. Студира мађарска права у Пешти, дипломирао 1785. године, и већ следеће године (1786) докторирао и постао први Doctor juris не само от Србаља него и от Маџара који нису били професори универзитета. Сава се 1787-1788. године бавио у Русији, где је на позив стрица руског генерала Петра Текелије отишао. Стриц је прво желео да га учини својим наследником, али од споразума није било ништа. Млади Текелија је искористио прилику да обиђе Русију и њене градове, Москву и Санкт Петерсбург. Током 1779. и 1780. године боравио је у Будиму слушајући филозофију и учећи да црта. Успешно се бавио цртањем до краја живота. Волео је да слика портрете и пејзаже. Покушао је у Бечу да се упише на Инжењерску академију, али није примљен јер је био престар. У Бечу је изучавао природне науке (пре свега анатомију, хемију и ботанику), математику, свирао је на флаути. Паралелно је учио више језика (француски, италијански и шпански), тако да се за њега може рећи да је био полиглота.
Каријеру је млади Текелија почео у државној управи 1790. године, као виценотар Чанадске жупаније, а временом постао секретар Угарске дворске канцеларије. Био је касније више жупанијских скупштина "присједатељ" (члан). Пошто није видео могућност даљег успона и утицаја на државне послове, 1798. године подноси оставку на државну службу и 1802. године напушта политички живот. Повлачи се у Арад, у своју кућу као и на своја имања, за која су се његови родитељи 26 година судили, да би их осиромашене повратили. Носио је племићки предикат: "От Визеша и Кевермеша". Сава је наследио од оца пустару Кевермеш са 4374 јутра, и на Визешу имао још 1898 јутара земље. То властелинско добро је представљало капитал од 250.000 ф. Осим тога имао је у кућама, магазину, виноградима, "марви" и вину још вредност од 130.000 ф. Његов капитал је према томе износио око 400.000 ф. Под старе дане Сава је поменуте пустаре уступио својим синовцима, под условом да му сваки по 15.000 ф. годишње исплаћује као надокнаду.
Тада је почео да се у већој мери интересује за свој народ. Посебно се заинтересовао за његову судбину када је у Србији букнуо устанак против турске власти 1804. године. Свестан свога богатства, образовања и угледа у високом друштву, Текелија је себе желео да види на челу ослобођене српске државе, а није му била туђа ни идеја о стварању југословенске заједнице, нити мисао да буде први човек уједињених Јужних Словена.
Као присталица Доситеја Обрадовића, са којим се познавао и дописивао, рано је дошао до закључка да је образовање главни замајац покретања српског народа ка бољој будућности. И пре оснивања своје задужбине давао је знатне своте новца за школовање српске омладине и подизање интелигенције у своме народу. Остало је забележено да је био против Вукове језичке реформе и тврдокорно је заступао славеносрпски језик у науци и књижевности. Био је присталица идеје просвећеног апсолутизма и „њен последњи представник и поборник међу Србима“.
Изабран је за доживотног председника Матице српске када је имао 77 година. Све своје снаге усмерио је у корист Матице и за општенародно добро. То потврђује чињеница да је смогао снаге да и пред саму смрт долази на седнице и да им председава. Поклонио је своју личну библиотеку Матици српској. 
У позним годинама, Сава Текелија набавља штампарију за Матицу српску, покреће издавање књига, и потпомаже многе подухвате ове културне институције. Пред сам крај живота, целокупну имовину: имање, куће и 150.000 форинти, Текелија завештава Матици српској. У Галерији Матице српске чува се његова "Поклон-збирка" (1843) коју су чинили 11 портрета чланова породице и албум цртежа који је Сава израдио током својих путовања по средњој Европи.
Сава је 1813. године намерио да се жени, да би се фамилија одржала. Оженио се након много бирања, када се вратио са Бечког конгреса. Његова изабраница била је млада Амалија Безег, из села Хајник, код места Рибара, у Зомољској жупанији. Била је то лутеранка из помађарене словачке породице, са којом се "слабо разумео". Узео ју је за жену, иако му се није свидела, јер му је наводно досадило тражење. Убрзо по склапању брака, између њих се изродио раздор који је довео до тога да Сава 1821. године затражи судски развод брака. Но добије неповољну пресуду, и тако је био код жене без жене и остане код супруге без деце. Судска парница се водила још десет година, до 1830. године уз велике непријатности и трошак.
Знаменити Србин умро је изненада и без дужег боловања ("после четиричасне болести") са 88 година 21. септембра 1842. године у својој кући у Араду.. Гроб му се налази у цркви Св. Петра и Павла у Араду. Ову цркву (првобитну) звану "Текелијина", је изградио његов прадеда оберкапетан Јован, одмах по доласку у Арад 1698. године. Сава је ту цркву дограђивао и украшавао - додао високи звоник и звоно (1822). Текелије су били ктитори цркве Св. Петра и Павла, све док им се није угасила мушка лоза 1844. године, и то смрћу Савиног синовца Петра Текелије у Бечу.

## Просветитељска мисија
Сава Текелија је просветитељску мисију остварио на најбољи могући начин. Његова дисертација је била доказ да и мали народи имају своје место у свету науке. Био је један од највећих српских добротвора. Део имовине, која се увећавала временом, издвајао је у просветне сврхе. Године 1796. држи Текелија говор Арађанима, позивајући своје суграђане да створе фонд из којег ће се омогућити школовање српске деце, а 1798. године објављује тај говор у посебној књижици Једног Арађанина начертаније. Године 1810, он и његових 12 сународника из Арада основали су фонд за помагање српских ученика. Научна и просветитељска мисија Саве Текелије се у великој мери подударала са циљевима оснивача Матице српске. Текелија је знао да је потребна снага ума и разума да би српски народ могао да се мери са осталим напреднијим народима. Он је ударио темељ савременом образовању улажући у образовање људи.
Године 1823. објављује рад Доказивање да Власи нису римског порекла у Халеу, уз помоћ Вука Караџића. Незадовољан штампарским грешкама, инсистирао је на њиховом исправљању. Овај рад изазвао је жестоке полемике. Дамаскин Божинка, румунски правник и публициста, 1827. објављује књигу која побија Текелијине тезе. Текелија одговара објављивањем другог, проширеног издања своје књиге, које укључује додатне аргументе и полемику с Божинком. Иако су његови ставови били контроверзни, ова расправа је постала значајан допринос научној дебати о етногенези румунског народа.

### Завод Текелијанум
Своју задужбину Текелијанум Сава је основао у Пешти 1838. године, са циљем да се у њој школују сиромашни најбољи српски ђаци и студенти из свих крајева где су живели Срби. Задужбина, коју је оставио своме народу, обезбедила му је трајно и веома истакнуто место у галерији светлих ликова српске прошлости. Сава је заводу завештао и своје књиге, па је тако Текелијанум имао своју библиотеку од самог оснивања. Текелијина библиотека се и пре оснивања ђачког интерната спомиње као значајна збирка књига у приватном власништву. Та збирка је више пута била сељена да би после Другог светског рата коначно била смештена у Библиотеку Матице српске. Матица српска и Текелијанум су временом постали средиште културног и научног живота учених Срба. Данас се све публикације из библиотеке Саве Текелије (1984 публикације) и библиотеке Текелијанум (7114 публикација) чувају у Одељењу старе и ретке књиге и легата Библиотеке Матице српске. Тако је Библиотека Матице српске постала једна од најстаријих и најзначајнијих библиотека код Срба.

### Докторска дисертација
Своју дисертацију о узроку и циљу постојања државе (лат. Dissertatio ivridica de causa, et fine civitatis, срп. Правна дисертација о узроку и циљу постојања државе) штампао је на латинском, на коме је и брањена, две године после одбране. Дисертација је 2008. године, на стоседамдесету годишњицу формирања задужбине Текелијанум и избора Саве Текелије за председника Матице српске, први пут у целости преведена са латинског на српски, па је у оригиналној верзији и преводу, заједно са прилозима на српском и енглеском језику, штампана. Докторске дисертације из тог времена се знатно разликују од данашњих. Некада је то био само општи оквир за расправу пред комисијом и састојао се од неколико основних и сажето изложених теза. Дисертације су по обиму биле врло скромне зато што се придавала пажња усменом излагању. Дисертација Саве Текелије је писана у духу француске правне енциклопедистике и просветитељства. Аутор је отворио питања у маниру филозофа, размишљајући о великим животним темама. Тези је дао јасноћу и прецизност. Одговоре је дао служећи се научним методима. У тези се налазе елементи филозофије права, социологије права, правне антропологије. Текелија није био утемељивач тих научних дисциплина, али је био један од оних који су српској правној мисли дали научну димензију.